# شارلين أميرة موناكو

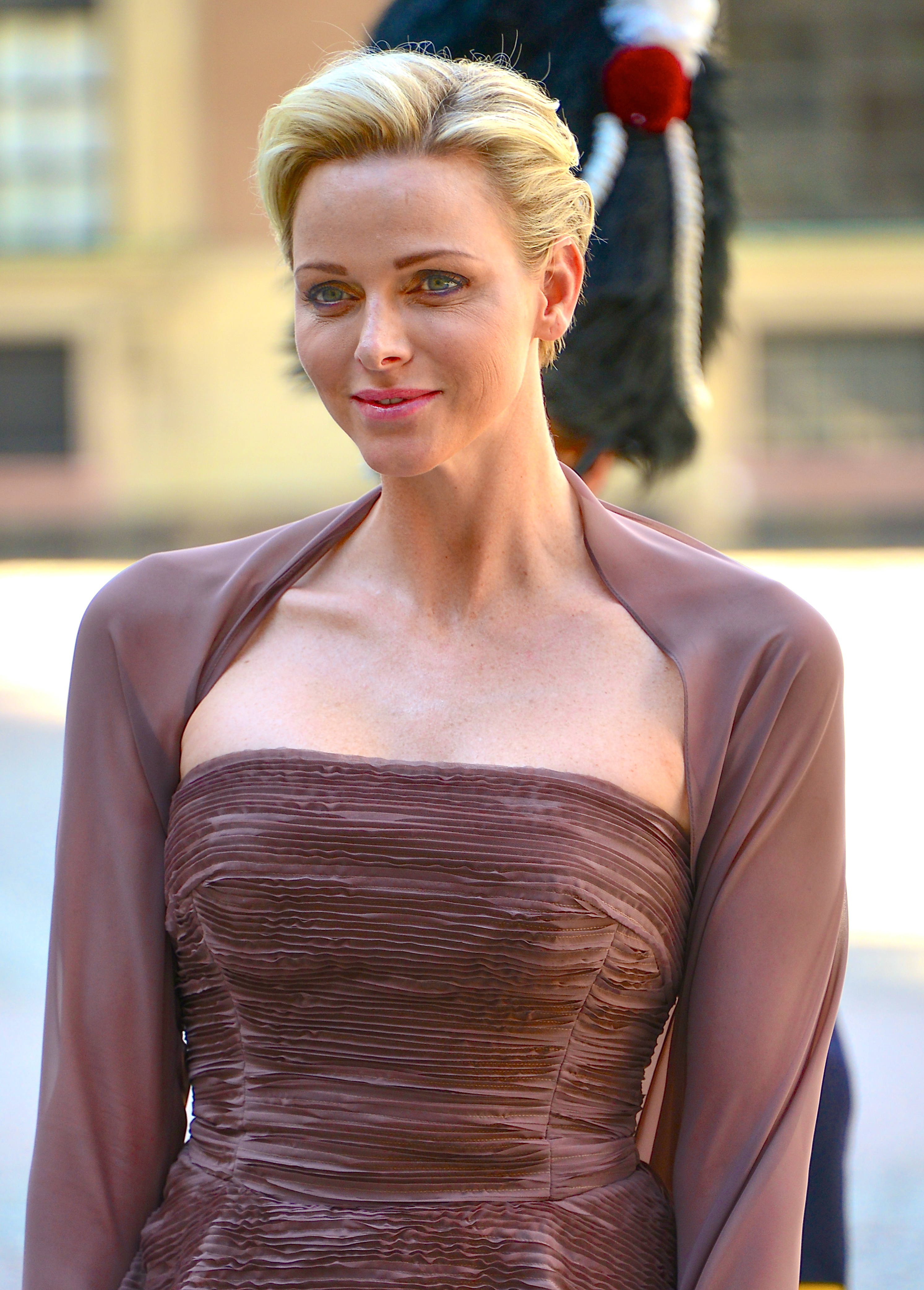

شارلين، أميرة موناكو (بالفرنسية: SAS la princesse Charlène de Monaco), المولودة في 25 يناير 1978 باسم (شارلين لينيت ويتستوك) هي زوجة ألبير الثاني أمير موناكو الحالى. و قد كانت سباحة اوليمبية.

## النشأة
ولدت شارلين في مدينة بولاوايو بزيمبابوى لمايكل ويتستوك وهو مدير مبيعات ولينيت ويتستوك وهي غطاسة سابقة ومدربة سباحة. لشارلين أخان: جاريث(1980) و شون(1983). انتقلت العائلة إلى جنوب أفريقيا و عمر شارلين 11 عاماً.
تعلمت شارلين السباحة من سن مبكرة وبدأت بالفوز بالمسابقات. فازت شارلين بالعديد من الميداليات المحلية وكانت بطلة السباحة في جنوب أفريقيا.
خططت شارلين للتنافس في أوليمبيات بكين 2008 و قررت أنها سوف تكون آخر محطة في مشوارها الرياضى كسباحة محترفة ولكن اصابة كتفها في 2005 منعتها من المشاركة حيث انها توقفت عن السباحة لمدة 18 شهراً بسببها، ورغم انا عادت بعدها لمعدلات أرقامها السابقة الا انها آثرت عدم المشاركة.

## الزواج

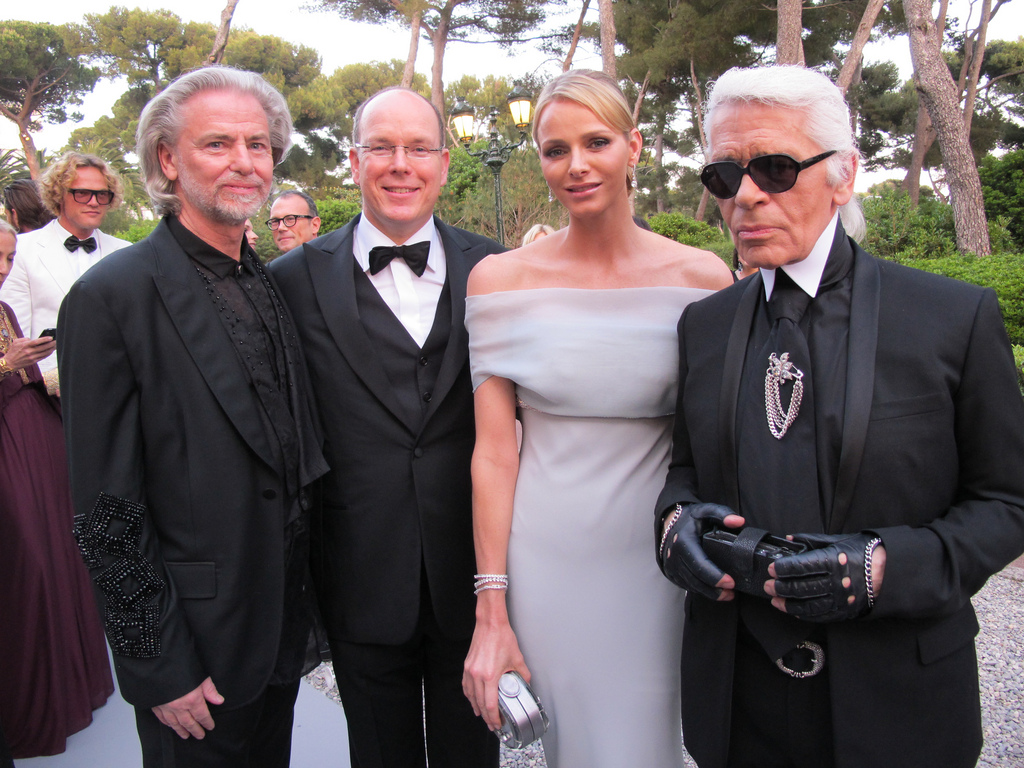
أمير وأميرة موناكو مع هيرمان بولبيكر وكارل لاغرفيلد

تعرفت شارلين على الأمير ألبرت في سنة 2000 في موناكو، ولكن لم تبدأ علاقتهم جدياً الا في عام 2006 بعد وفاة والده الأمير رينيه، في عام 2007 انتقلت شارلين إلى موناكو.
رافقت شارلين الأمير ألبرت في زفاف الأميرة فيكتوريا ولية عهد السويد في 19 يونيو 2010 مما أثار العديد من التساؤلات، لتعلن بعد ذلك بأربعة أيام الخطبة في يوم 23 يونيو.
ٌقدم الأمير لشارلين خاتم صنع خصيصاً لها من الماس من دار مجوهرات ريبوسى Repossi. و ارتدت شارلين لصورة الخطبة فستان من دار أزياء أكريس Akris السويسرية.
تم الزفاف في يومين 1و2 يوليو 2011. في 1 يوليو تمت المراسم المدنية في قاعة العرش بالقصر الأميرى وارتدت شارلين فستان من شانيل Chanel، صممه لها خصيصأ كارل لاجرفيلد.
و في 2 يوليو تمت المراسم الدينية في القصر بحضور أمراء وملوك الدول الأخرى وارتدت شارلين فستاناً من تصميم أرمانى Armani Prive و للمساء ارتدت فستاناً آخر من نفس المصمم.

## أميرة موناكو
كأميرة موناكو تترأس شارلين احتفالات اليوم الوطنى لموناكو، وحفلة الورود الراقصة والجراند برى Grand Prix و حفلة الصليب الأحمر، كما انه تم في مايو 2011 تعيين شارلين كسفيرة للألعاب الأولمبية الخاصة، وشارلين هي الرئيس الشرفى لمنظمة موناكو ضد التوحد، وجمعية غداء السيدات الخيرية. و تحضر شارلين بجانب الأمير ألبرت العديد من الحفلات الخيرية.
الأميرة شارلين معروفة بأناقتها وأسلوبها العصرى الراقى، فقد كانت ترتدى من تصميم أرمانى، والآن ترتدى من تصاميم أكريس وديور و شانيل كما ارتدت في إيطاليا فستان من تصميم جوتشى Gucci في عام 2012 و احذية من Jimmy Choo و آخرين.

## روابط خارجية
- شارلين أميرة موناكو على موقع IMDb (الإنجليزية)
- شارلين أميرة موناكو على موقع الموسوعة البريطانية (الإنجليزية)
- شارلين أميرة موناكو على موقع مونزينجر (الألمانية)
- شارلين أميرة موناكو على موقع الاتحاد الدولي للسباحة (الإنجليزية)
- شارلين أميرة موناكو على موقع SwimRankings.net (الإنجليزية)
- شارلين أميرة موناكو على موقع اللجنة الأولمبية الدولية (الإنجليزية)
- شارلين أميرة موناكو على موقع أوليمبيديا (الإنجليزية)
- شارلين أميرة موناكو على موقع اتحاد ألعاب الكومنولث (مؤرشف) (الإنجليزية)

## وصلات خارجية
http://theroyalcouturier.blogspot.com/search/label/Monaco
Charlene, Princess of Monaco
Albert II, Prince of Monaco